# Yityish Titi Aynaw
Yityish "Titi" Aynaw (sinh ngày 23 tháng 6 năm 1991) là một người mẫu Israel gốc Ethiopia, người đã giành danh hiệu Hoa hậu Israel vào năm 2013. Cô là người Do Thái đầu tiên sinh ra ở Ethiopia giành chiến thắng trong cuộc thi. Aynaw cũng là người chiến thắng Hoa hậu Israel có làn da đen đầu tiên.

## Hoa hậu Israel 2013
Bạn của Aynaw đã đăng ký cho cô tham dự thi Hoa hậu Israel. Cô chưa bao giờ là người mẫu trước đó. Vào tháng Hai, cô đã thắng và nhận được sự công khai đáng kể trên cả báo chí quốc gia lẫn quốc tế. Iris Cohen, giám đốc của cuộc thi, giải thích rằng "[Aynaw] đứng trên sân khấu và bạn không thể bỏ qua cô ấy." Chiến thắng của Aynaw được đặc trưng bởi một số thành viên của cộng đồng Ethiopia-Israel như một điểm sáng cho người Israel gốc Ethiopia.
Vào tháng 3 năm 2013, Aynaw được Tổng thống Mỹ Barack Obama và chính quyền Nhà Trắng mời tham dự một buổi dạ tiệc với Shimon Peres và Obama khi ông đánh giá cao việc Israel đánh giá cao một phụ nữ da đen như Hoa hậu Israel và Aynaw có Obama là "khuôn mẫu". Theo báo cáo của CNN "Tiếng nói châu Phi", Aynaw đại diện cho Israel trong Hoa hậu Hoàn vũ năm 2013. Sau đó cô được đặt tên là The Jerusalem Post là người Do Thái có ảnh hưởng lớn thứ 39 trong năm đó.

## Hoa hậu Hoàn vũ 2013
Aynaw đại diện cho Israel tại cuộc thi Hoa hậu Hoàn vũ 2013 vào ngày 9 tháng 11 năm 2013 tại Moscow. Cô đã thất bại trong trận bán kết.